# Takajärvi (sjö i Ikalis, Birkaland)
Takajärvi är en sjö i kommunen Ikalis i landskapet Birkaland i Finland. Arean är 43 hektar och strandlinjen är 6,54 kilometer lång. Sjön  ingår i Kumo älvs huvudavrinningsområde.   Den ligger omkring 41 kilometer norr om Tammerfors och omkring 200 kilometer norr om Helsingfors. 
I sjön finns öarna Mäntysaari och Kalliosaari.